# Madame X (film 1929)
Madame X – amerykański film z 1929 roku w reżyserii Lionela Barrymore’a, zrealizowany w erze Pre-Code.

## Obsada
- Ruth Chatterton jako Jacqueline Floriot
- Lewis Stone jako Louis Floriot
- Raymond Hackett jako Raymond Floriot
- Holmes Herbert jako Noel
- Eugenie Besserer jako Rose, służąca Floriotów
- Mitchell Lewis jako pułkownik Hanby
- Ullrich Haupt jako Laroque
- Sidney Toler jako doktor Merivel
- Richard Carle jako Perissard
- Claude King jako Valmorin, prokurator

## Nagrody i nominacje
| Nazwa nagrody | Wygrane            | Nominacje                                                                                 |
| ------------- | ------------------ | ----------------------------------------------------------------------------------------- |
| Oscar         | 1930 bez rezultatu | 1930 Najlepsza aktorka pierwszoplanowa Ruth Chatterton Najlepszy reżyser Lionel Barrymore |